# APAN Star Awards
Giải thưởng Ngôi sao APAN (tiếng Anh: APAN Star Awards) là giải thưởng trao tặng những cống hiến xuất xuất cho nền truyền hình Hàn Quốc hay làn sóng Hallyu, giải thưởng được tổ chức bởi Hiệp hội Quản lý Giải trí Hàn Quốc (CEMA). Các đề cử của giải thưởng được lựa chọn từ các bộ phim truyền hình phát sóng trên ba đài truyền hình lớn (KBS, MBC and SBS) và các kênh truyền hình cáp (tvN, JTBC, OCN, MBN and TV Chosun) từ tháng 10 năm trước đến tháng 9 năm nay.

## Hạng mục
- Grand Prize (대상) là giải thưởng cho nam/nữ diễn viên của năm
- Top Excellence in Acting Award (최우수상)
- Excellence in Acting Award (우수상)
- Best Supporting Actor/Actress (조연상), tên gọi cũ là Acting Award (연기상)
- Best New Actor/Actress (신인상), tên gọi cũ là Rising Star Award (라이징스타상)
- Best Young Actor/Actress (아역상)
- Best Production Director (연출상)
- Best Writer (작가상)
- Best Original Soundtrack (베스트OST상)
- Popular Star Award (인기스타상)
- Best Couple Award (베스트 커플상)
- Hallyu Star Award (한류 스타상)
- Best Dressed (베스트드레서상), tên gọi cũ là Fashionista Award (패셔니스타상)
- Achievement Award (공로상)

## Giải thưởng lớn (Daesang)
| Lần | Năm  | Người chiến thắng | Tác Phẩm            |
| --- | ---- | ----------------- | ------------------- |
| 1   | 2012 | Son Hyun-joo      | Kẻ truy đuổi        |
| 2   | 2013 | Song Hye-kyo      | Gió đông năm ấy     |
| 3   | 2014 | Jo In-sung        | Chỉ có thể là yêu   |
| 4   | 2015 | Kim Soo-hyun      | Hậu trường giải trí |
| 5   | 2016 | Song Joong-ki     | Hậu duệ mặt trời    |
| 6   | 2018 | Lee Byung-hun     | Quý ngài Ánh dương  |
| 7   | 2020 | Hyun Bin          | Hạ cánh nơi anh     |
| 8   | 2022 | Song Joong-ki     | Vincenzo            |

## Phim truyền hình của năm
| Lần | Năm  | Tác Phẩm           |
| --- | ---- | ------------------ |
| 5   | 2016 | Hậu duệ mặt trời   |
| 6   | 2018 | Quý ngài Ánh dương |
| 7   | 2020 | Itaewon Class      |
| 8   | 2022 | Cổ tay áo màu đỏ   |

## Giải thưởng diễn xuất hàng đầu

### Nam diễn viên xuất sắc nhất
| Lần | Năm  | Người chiến thắng | Tác Phẩm            |
| --- | ---- | ----------------- | ------------------- |
| 1   | 2012 | Song Joong-ki     | Chàng trai tốt bụng |
| 2   | 2013 | Lee Joon-gi       | Hai tuần            |

### Nam diễn viên xuất sắc nhất thể loại phim ngắn tập
| Lần | Năm  | Người chiến thắng | Tác Phẩm                          |
| --- | ---- | ----------------- | --------------------------------- |
| 3   | 2014 | Kim Soo-hyun      | Vì sao đưa anh tới                |
| 4   | 2015 | Lee Sung-min      | Mùi đời: Cuộc sống không trọn vẹn |
| 5   | 2016 | Cho Jin-woong     | Signal                            |
| 6   | 2018 | Park Seo-joon     | Thư ký Kim sao thế?               |
| 7   | 2020 | Kang Ha-neul      | Khi hoa trà nở                    |
| 8   | 2022 | Lee Jun-ho        | Cổ tay áo màu đỏ                  |

### Nam diễn viên xuất sắc nhất thể loại phim dài tập
| Lần | Năm  | Người chiến thắng | Tác Phẩm                             |
| --- | ---- | ----------------- | ------------------------------------ |
| 3   | 2014 | Cho Jae-hyun      | Jeong Do-jeon                        |
| 4   | 2015 | Kim Sang-joong    | The Jingbirok: A Memoir of Imjin War |
| 5   | 2016 | Ahn Jae-wook      | Năm đứa trẻ                          |
| 6   | 2018 | Lee Sang-woo      | Marry Me Now                         |
| 7   | 2020 | Lee Sang-yeob     | Lại một lần nữa                      |
| 8   | 2022 | Joo Sang-wook     | The King of Tears, Lee Bang-won      |

### Nam diễn viên xuất sắc nhất thể loại phim OTT
| Lần | Năm  | Người chiến thắng | Tác Phẩm |
| --- | ---- | ----------------- | -------- |
| 8   | 2022 | Jung Hae-in       | D.P.     |

### Nữ diễn viên xuất sắc nhất
| Lần | Năm  | Người chiến thắng | Tác Phẩm                                 |
| --- | ---- | ----------------- | ---------------------------------------- |
| 1   | 2012 | Kim Nam-joo       | Gia đình chồng tôi                       |
| 2   | 2013 | Lee Bo-young      | Đôi tai ngoại cảm, Seoyoung, My Daughter |

### Nữ diễn viên xuất sắc nhất thể loại phim ngắn tập
| Lần | Năm  | Người chiến thắng | Tác Phẩm                           |
| --- | ---- | ----------------- | ---------------------------------- |
| 3   | 2014 | Kim Hee-ae        | Tình yêu bị cấm đoán               |
| 4   | 2015 | Kim Hee-sun       | Khi mẹ ra tay                      |
| 5   | 2016 | Han Hyo-joo       | W - Hai thế giới                   |
| 6   | 2018 | Lee Ji-eun        | Ông chú của tôi                    |
| 7   | 2020 | Kim Hee-sun       | Alice                              |
| 8   | 2022 | Shin Min-ah       | Hometown Cha-Cha-Cha, Nơi đảo xanh |

### Nữ diễn viên xuất sắc nhất thể loại phim dài tập
| Lần | Năm  | Người chiến thắng | Tác Phẩm                        |
| --- | ---- | ----------------- | ------------------------------- |
| 3   | 2014 | Kim Hee-sun       | Wonderful Days                  |
| 4   | 2015 | Kim Hyun-joo      | I Have a Lover                  |
| 5   | 2016 | Kim So-yeon       | Gia hoà vạn sự thành            |
| 6   | 2018 | Shin Hye-sun      | My Golden Life                  |
| 7   | 2020 | Lee Min-jung      | Lại một lần nữa                 |
| 8   | 2022 | Park Jin-hee      | The King of Tears, Lee Bang-won |

### Nữ diễn viên xuất sắc nhất thể loại phim OTT
| Lần | Năm  | Người chiến thắng | Tác Phẩm        |
| --- | ---- | ----------------- | --------------- |
| 8   | 2022 | Kim Sung-ryung    | Political Fever |

## Giải thưởng diễn xuất xuất sắc

### Nam diễn viên xuất sắc nhất
| Lần | Năm  | Người chiến thắng | Tác Phẩm              |
| --- | ---- | ----------------- | --------------------- |
| 1   | 2012 | Kim Soo-hyun      | Mặt trăng ôm mặt trời |
| 1   | 2012 | Yoo Jun-sang      | Gia đình chồng tôi    |
| 2   | 2013 | Lee Jong-suk      | Đôi tai ngoại cảm     |

### Nam diễn viên xuất sắc nhất thể loại phim ngắn tập
| Lần | Năm  | Người chiến thắng | Tác Phẩm                          |
| --- | ---- | ----------------- | --------------------------------- |
| 3   | 2014 | Jung Woo          | Reply 1994                        |
| 4   | 2015 | Yim Si-wan        | Mùi đời: Cuộc sống không trọn vẹn |
| 5   | 2016 | Namkoong Min      | Hồi ức                            |
| 6   | 2018 | Jung Hae-in       | Chị đẹp mua cơm ngon cho tôi      |
| 7   | 2020 | Park Hae-joon     | Thế giới hôn nhân                 |
| 8   | 2022 | Jin Seon-kyu      | Through the Darkness              |

### Nam diễn viên xuất sắc nhất thể loại phim dài tập
| Lần | Năm  | Người chiến thắng | Tác Phẩm                       |
| --- | ---- | ----------------- | ------------------------------ |
| 3   | 2014 | Kim Ji-hoon       | Jang Bo-ri Is Here!            |
| 4   | 2015 | Lee Joon          | Heard It Through the Grapevine |
| 5   | 2016 | Lee Pil-mo        | Gia hoà vạn sự thành           |
| 6   | 2018 | Jang Seung-jo     | Money Flower                   |
| 7   | 2020 | Lee Sang-yi       | Lại một lần nữa                |
| 8   | 2022 | Han Sang-jin      | The All-Round Wife             |

### Nam diễn viên xuất sắc nhất thể loại phim OTT
| Lần | Năm  | Người chiến thắng | Tác Phẩm              |
| --- | ---- | ----------------- | --------------------- |
| 8   | 2022 | Ahn Bo-hyun       | Yumi's Cells, My Name |

### Nữ diễn viên xuất sắc nhất
| Lần | Năm  | Người chiến thắng | Tác Phẩm    |
| --- | ---- | ----------------- | ----------- |
| 1   | 2012 | Han Ji-min        | Padam Padam |
| 2   | 2013 | Kim So-yeon       | Hai tuần    |

### Nữ diễn viên xuất sắc nhất thể loại phim ngắn tập
| Lần | Năm  | Người chiến thắng | Tác Phẩm            |
| --- | ---- | ----------------- | ------------------- |
| 3   | 2014 | Park Shin-hye     | Những người thừa kế |
| 4   | 2015 | Park Bo-young     | Ma nữ đáng yêu      |
| 5   | 2016 | Seo Hyun-jin      | Lại là Oh Hae Young |
| 6   | 2018 | Go Ah-sung        | Life on Mars        |
| 7   | 2020 | Seo Ye-ji         | Điên thì có sao     |
| 8   | 2022 | Yoo Sun           | Thiên nga đen       |

### Nữ diễn viên xuất sắc nhất thể loại phim dài tập
| Lần | Năm  | Người chiến thắng | Tác Phẩm                  |
| --- | ---- | ----------------- | ------------------------- |
| 3   | 2014 | Kim Ok-bin        | Steal Heart               |
| 4   | 2015 | Kim Min-jung      | The Merchant: Gaekju 2015 |
| 5   | 2016 | Jeong Yu-mi       | Lục long tranh bá         |
| 6   | 2018 | Jo Bo-ah          | Tạm biệt quá khứ          |
| 7   | 2020 | Shim Yi-young     | My Wonderful Life         |
| 8   | 2022 | So Yi-hyun        | Red Shoes                 |

### Nữ diễn viên xuất sắc nhất thể loại OTT
| Lần | Năm  | Người chiến thắng | Tác Phẩm              |
| --- | ---- | ----------------- | --------------------- |
| 8   | 2022 | Han Sun-hwa       | Work Later, Drink Now |

## Giải thưởng cho diễn viên phụ

### Nam diễn viên phụ xuất sắc nhất
| Lần | Năm  | Người chiến thắng | Tác Phẩm                           |
| --- | ---- | ----------------- | ---------------------------------- |
| 1   | 2012 | Lee Sung-min      | Golden Time                        |
| 2   | 2013 | Jung Woong-in     | Đôi tai ngoại cảm                  |
| 3   | 2014 | Ryu Seung-soo     | Wonderful Days                     |
| 4   | 2015 | Lee Geung-young   | Mùi đời: Cuộc sống không trọn vẹn  |
| 5   | 2016 | Jin Goo           | Hậu duệ mặt trời                   |
| 5   | 2016 | Kim Eui-sung      | W - Hai thế giới                   |
| 6   | 2018 | Park Ho-san       | Ông chú của tôi                    |
| 6   | 2018 | Yoo Jae-myung     | Life                               |
| 7   | 2020 | Oh Jung-se        | Hot Stove League, Điên thì có sao  |
| 7   | 2020 | Kim Young-min     | Hạ cánh nơi anh, Thế giới hôn nhân |
| 8   | 2022 | Yoon Byung-hee    | Vincenzo, Nơi đảo xanh             |
| 8   | 2022 | Heo Sung-tae      | Kẻ nội gián, Trò chơi con mực      |

### Nữ diễn viên phụ xuất sắc nhất
|   | Năm  | Người chiến thắng | Tác Phẩm                                |
| - | ---- | ----------------- | --------------------------------------- |
| 1 | 2012 | Kim Jung-nan      | Phẩm chất quý ông                       |
| 2 | 2013 | Kim Sung-ryung    | King of Ambition                        |
| 3 | 2014 | Kim Hye-eun       | Tình yêu bị cấm đoán                    |
| 4 | 2015 | Chae Jung-an      | Thiên tài lang băm                      |
| 4 | 2015 | Gil Hae-yeon      | Heard It Through the Grapevine          |
| 5 | 2016 | Kim Ji-won        | Hậu duệ mặt trời                        |
| 5 | 2016 | Ye Ji-won         | Lại là Oh Hae Young                     |
| 6 | 2018 | Kim Min-jung      | Quý ngài Ánh dương                      |
| 6 | 2018 | Jang So-yeon      | Chị đẹp mua cơm ngon cho tôi            |
| 7 | 2020 | Kim Sun-young     | Crash Landing on You, Backstreet Rookie |
| 8 | 2022 | Kim Shin-rok      | Bản án từ địa ngục                      |
| 8 | 2022 | Baek Ji-won       | Nữ luật sư kỳ lạ Woo Young Woo, Anna    |

## Giải thưởng cho người mới

### Nam diễn viên mới xuất sắc nhất
| Lần | Năm  | Người chiến thắng | Tác Phẩm                            |
| --- | ---- | ----------------- | ----------------------------------- |
| 2   | 2013 | Choi Jin-hyuk     | Gu Family Book                      |
| 2   | 2013 | Kim Woo-bin       | School 2013                         |
| 3   | 2014 | Do Kyung-soo      | Chỉ có thể là yêu                   |
| 3   | 2014 | Son Ho-jun        | Reply 1994                          |
| 4   | 2015 | Byun Yo-han       | Mùi đời: Cuộc sống không trọn vẹn   |
| 4   | 2015 | Nam Joo-hyuk      | Who Are You: School 2015            |
| 5   | 2016 | Park Bo-gum       | Reply 1988                          |
| 5   | 2016 | Yoon Kyun-sang    | Chuyện tình bác sĩ                  |
| 6   | 2018 | Yang Se-jong      | Temperature of Love                 |
| 6   | 2018 | Jang Ki-yong      | Ông chú của tôi                     |
| 7   | 2020 | Jang Dong-yoon    | Tiểu sử chàng Nokdu                 |
| 7   | 2020 | Lee Do-hyun       | Trở lại tuổi 18                     |
| 8   | 2022 | Yoon Chan-young   | Ngôi trường xác sống                |
| 8   | 2022 | Tang Jun-sang     | Hướng tới thiên đường & Racket Boys |

### Nữ diễn viên mới xuất sắc nhất
| Lần | Năm  | Người chiến thắng | Tác Phẩm                                                |
| --- | ---- | ----------------- | ------------------------------------------------------- |
| 2   | 2013 | Kim Yoo-ri        | Alice lạc vào khu Cheongdam-dong, Mặt trời của Chủ quân |
| 2   | 2013 | Lee Yu-bi         | Gu Family Book                                          |
| 3   | 2014 | Nam Bo-ra         | Only Love                                               |
| 3   | 2014 | Kim Seul-gi       | Discovery of Love                                       |
| 4   | 2015 | Chae Soo-bin      | House of Bluebird                                       |
| 4   | 2015 | Lim Ji-yeon       | Giới thượng lưu                                         |
| 5   | 2016 | Kim Yoo-jung      | Mây hoạ ánh trăng                                       |
| 5   | 2016 | Lee Hye-ri        | Reply 1988                                              |
| 6   | 2018 | Kim Tae-ri        | Quý ngài Ánh dương                                      |
| 6   | 2018 | Won Jin-ah        | Rain or Shine                                           |
| 7   | 2020 | Jeon Mi-do        | Những bác sĩ tài hoa                                    |
| 8   | 2022 | Park Ji-hu        | Ngôi trường xác sống                                    |

### Ngôi sao đang lên
| Lần | Năm  | Người chiến thắng | Tác Phẩm                  |
| --- | ---- | ----------------- | ------------------------- |
| 1   | 2012 | Jung Eun-ji       | Reply 1997                |
| 1   | 2012 | Kang Min-hyuk     | Gia đình chồng tôi        |
| 1   | 2012 | Kim Hyung-jun     | Glowing She, Late Blossom |
| 1   | 2012 | Oh Yeon-seo       | Gia đình chồng tôi        |
| 1   | 2012 | Seo In-guk        | Reply 1997                |
| 1   | 2012 | Yoo In-na         | Queen and I               |
| 1   | 2012 | Yoon Jin-yi       | Phẩm chất quý ông         |
| 5   | 2016 | Hwang Chi-yeul    |                           |
| 5   | 2016 | Darren Wang       |                           |

## Giải thưởng cho thanh xuân

### Nam diễn viên trẻ xuất sắc nhất
| Lần | Năm  | Người chiến thắng | Tác Phẩm                     |
| --- | ---- | ----------------- | ---------------------------- |
| 1   | 2012 | Park Gun-tae      | May Queen, The King 2 Hearts |
| 2   | 2013 | Chun Bo-geun      | Lớp học của nữ hoàng         |
| 3   | 2014 | Choi Kwon-soo     | Wonderful Days               |
| 3   | 2014 | Yoon Chan-young   | Mama                         |
| 4   | 2015 | Nam Da-reum       | Pinocchio                    |

### Nữ diễn viên trẻ xuất sắc nhất
| Lần | Năm  | Người chiến thắng | Tác Phẩm                                    |
| --- | ---- | ----------------- | ------------------------------------------- |
| 1   | 2012 | Kim So-hyun       | Missing You, Ma Boy, Moon Embracing the Sun |
| 1   | 2012 | Kim Yoo-jung      | May Queen, Moon Embracing the Sun           |
| 2   | 2013 | Kim Hyang-gi      | Lớp học của nữ hoàng                        |
| 3   | 2014 | Kim Soo-hyun      | Vì sao đưa anh tới                          |
| 3   | 2014 | Kim Ji-young      | Jang Bo-ri is Here!                         |
| 4   | 2015 | Kal So-won        | My Daughter, Geum Sa-wol                    |

## Giám đốc sản xuất xuất sắc nhất
| Lần | Năm  | Người chiến thắng | Tác Phẩm              |
| --- | ---- | ----------------- | --------------------- |
| 1   | 2012 | Jo Nam-kook       | The Chaser            |
| 2   | 2013 | Kim Byung-soo     | 9 lần ngược thời gian |
| 3   | 2014 | Jang Tae-yoo      | Vì sao đưa anh tới    |
| 4   | 2015 | Jo Soo-won        | Pinocchio             |
| 5   | 2016 | Shin Won-ho       | Reply 1988            |
| 6   | 2018 | Kim Won-seok      | Ông chú của tôi       |
| 7   | 2020 | Cha Yeong-hoon    | Khi hoa trà nở        |

## Biên kịch xuất sắc nhất
| Lần | Năm  | Người chiến thắng | Tác Phẩm                       |
| --- | ---- | ----------------- | ------------------------------ |
| 1   | 2012 | Park Ji-eun       | Gia đình chồng tôi             |
| 2   | 2013 | So Hyun-kyung     | Seo-young của bố, Hai tuần     |
| 3   | 2014 | Jung Sung-joo     | Tình yêu bị cấm đoán           |
| 4   | 2015 | Park Kyung-soo    | Punch                          |
| 5   | 2016 | Kim Eun-hee       | Signal                         |
| 6   | 2018 | Lee Soo-yeon      | Life                           |
| 7   | 2020 | Lee Shin-hwa      | Hot Stove League               |
| 8   | 2022 | Moon Ji-won       | Nữ luật sư kỳ lạ Woo Young Woo |

## Nhạc phim hay nhất
| Lần | Năm  | Bài hát                                   | Tác Phẩm             |
| --- | ---- | ----------------------------------------- | -------------------- |
| 1   | 2012 | "All for You" – Seo In-guk và Jung Eun-ji | Reply 1997           |
| 2   | 2013 | "Winter Love" – The One                   | Gió đông năm ấy      |
| 3   | 2014 | "Goodbye My Love" – Ailee                 | Định mệnh anh yêu em |
| 4   | 2015 | "Pinocchio" – Roy Kim                     | Pinocchio            |
| 7   | 2020 | "Sweet Night" – V (BTS)                   | Itaewon Class        |
| 8   | 2022 | "Love Always Runs Away" – Lim Young-woong | Thiếu nữ và quý ông  |

## Giải thưởng phổ biến

### Ngôi sao nam phổ biến nhất
| Lần | Năm  | Người chiến thắng | Tác Phẩm                 |
| --- | ---- | ----------------- | ------------------------ |
| 1   | 2012 | Yoo Jun-sang      | Gia đình chồng tôi       |
| 2   | 2013 | Ju Ji-hoon        | Five Fingers             |
| 3   | 2014 | Lee Kwang-soo     | It's Okay, That's Love   |
| 4   | 2015 | Son Ho-jun        | Mrs. Cop                 |
| 6   | 2018 | Jung Hae-in       | Something in the Rain    |
| 7   | 2020 | Kim Soo-hyun      | It's Okay to Not Be Okay |
| 8   | 2022 | Park Jae-chan     | Semantic Error           |

### Ngôi sao nữ phổ biến nhất
| Lần | Năm  | Người chiến thắng | Tác Phẩm                       |
| --- | ---- | ----------------- | ------------------------------ |
| 2   | 2013 | Oh Yeon-seo       | Here Comes Mr. Oh              |
| 3   | 2014 | Jin Se-yeon       | Doctor Stranger                |
| 4   | 2015 | Yoo In-young      | Mask                           |
| 6   | 2018 | Park Min-young    | Thư ký Kim sao thế?            |
| 7   | 2020 | Seo Ye-ji         | Điên thì có sao                |
| 7   | 2020 | Son Ye-jin        | Crash Landing on You           |
| 8   | 2022 | Park Eun-bin      | Nữ luật sư kỳ lạ Woo Young Woo |

### Ngôi sao Hallyu
| Lần | Năm  | Người chiến thắng | Tác Phẩm           |
| --- | ---- | ----------------- | ------------------ |
| 1   | 2012 | Jung Yong-hwa     |                    |
| 3   | 2014 | Jun Ji-hyun       | Vì sao đưa anh tới |
| 3   | 2014 | Kim Soo-hyun      | Vì sao đưa anh tới |
| 4   | 2015 | Lee Dong-gun      |                    |
| 4   | 2015 | Hong Soo-ah       |                    |
| 5   | 2016 | Lee Byung-hun     |                    |
| 6   | 2018 | Park Hae-jin      |                    |

### Cặp đôi đẹp nhất
| Lần | Năm  | Người chiến thắng             | Tác Phẩm          |
| --- | ---- | ----------------------------- | ----------------- |
| 1   | 2012 | Seo In-guk và Jung Eun-ji     | Reply 1997        |
| 2   | 2013 | Lee Jong-suk và Lee Bo-young  | Đôi tai ngoại cảm |
| 5   | 2016 | Song Joong-ki và Song Hye-kyo | Hậu duệ mặt trời  |
| 8   | 2022 | Park Seo-ham và Park Jae-chan | Semantic Error    |

## Ăn mặc thời trang nhất
| Lần | Năm  | Người chiến thắng | Tác Phẩm                   |
| --- | ---- | ----------------- | -------------------------- |
| 1   | 2012 | Go Se-won         | The Moon and Stars for You |
| 1   | 2012 | Jeon Hye-bin      | Queen Insoo                |
| 2   | 2013 | Yeon Jung-hoon    | Pots of Gold               |
| 2   | 2013 | Yoo In-young      | Wonderful Mama             |
| 3   | 2014 | Ji Hyun-woo       |                            |
| 3   | 2014 | Kim Yoo-ri        |                            |
| 4   | 2015 | Oh Min-suk        | All About My Mom           |
| 4   | 2015 | Choi Yeo-jin      | The Lover                  |

## Quản lý xuất sắc nhất
| Lần | Năm  | Người chiến thắng | Tác Phẩm                |
| --- | ---- | ----------------- | ----------------------- |
| 1   | 2012 | Kim Jong-do       | Namoo Actors            |
| 2   | 2013 | Kim Dong-eop      | Will Entertainment      |
| 3   | 2014 | Lee Jin-sung      | King Kong Entertainment |
| 4   | 2015 | Shim Jung-woon    | Sim Entertainment       |
| 5   | 2016 | Kim Jeong-yong    | Blossom Entertainment   |
| 6   | 2018 | Bae Sung          | HM Entertainment        |
| 7   | 2020 | Kang Geon-taek    | VAST Entertainment      |
| 8   | 2022 | Son Seok-woo      | BH Entertainment        |

## Giải thưởng
| Lần | Năm  | Hạng Mục                  | Người chiến thắng             | Tác Phẩm                    |
| --- | ---- | ------------------------- | ----------------------------- | --------------------------- |
| 1   | 2012 | Best Villain              | Yoon Yong-hyun                | History of a Salaryman      |
| 1   | 2012 | Best Comic Acting         | Ahn Suk-hwan                  | Shut Up Family              |
| 1   | 2012 | Best Action Stunts        | —                             | Bridal Mask                 |
| 2   | 2013 | Best Performance          | Jung Eun-ji                   | That Winter, the Wind Blows |
| 2   | 2013 | Best Action               | —                             | Gu Family Book              |
| 3   | 2014 | Best SNS Web Drama        | —                             | A Hungry Woman              |
| 4   | 2015 | Award for SNS Web Drama   | Xiumin                        | Falling for Challenge       |
| 5   | 2016 | Special Actor of the Year | Jun Kunimura                  | —                           |
| 5   | 2016 | Best APAN Star Award      | Kim Hee-sun                   | —                           |
| 5   | 2016 | Best APAN Star Award      | Jessy Mendiola                | —                           |
| 5   | 2016 | Best APAN Star Award      | Hiroki Narimiya               | —                           |
| 5   | 2016 | Best APAN Star Award      | Song Joong-ki                 | —                           |
| 5   | 2016 | Best APAN Star Award      | Joe Taslim                    | —                           |
| 5   | 2016 | Best APAN Star Award      | Thanayong Wongtrakul          | —                           |
| 5   | 2016 | Special APAN Award        | Gökhan Alkan and Zeynep Çamcı | —                           |
| 6   | 2018 | OST Award                 | Song Dong-woon                | —                           |
| 7   | 2020 | Web Drama Award           | —                             | Best Mistake                |
| 7   | 2020 | Short-Form Drama Award    | —                             | Live Like That              |
| 8   | 2022 | Web Drama Award           | —                             | Be My Boyfriend             |
| 8   | 2022 | Short-Form Drama Award    | —                             | Deok-gu Is Back             |

## Thành tựu trọn đời
| Lần | Năm  | Người chiến thắng | Tác Phẩm                                           |
| --- | ---- | ----------------- | -------------------------------------------------- |
| 1   | 2012 | Lee Soon-jae      | High Kick Through the Roof, Good Morning President |
| 2   | 2013 | Choo Ja-hyun      |                                                    |
| 2   | 2013 | Jung Doo-hong     | The Berlin File                                    |
| 3   | 2014 | Choi Jin-sil      |                                                    |
| 4   | 2015 | Chief Inspector   |                                                    |